# Josef Šnejdárek
Josef Šnejdárek (n. 2 aprilie 1875, Napajedla, Zlín, Cehia – d. 13 mai 1945, Casablanca, Marocul francez) a fost un ofițer al Armatei Cehe, participant la Primul Război Mondial, la Războiul de Șapte Zile pentru regiunea Silezia Cieszynului (Těšínsko) și la luptele Slovaciei împotriva Republicii Sovietice Ungaria. A servit în Legiunea Străină Franceză timp de 28 de ani, înainte de a se alătura Armatei Cehoslovace. El a susținut în memoriile sale că nu a pierdut niciodată o bătălie sau un duel.

## Biografie
Josef Šnejdárek s-a născut în Napajedla în familia poștașului Josef Schneidárek și a soției sale, Maria, născută Vondráková. Ambii săi părinți erau din Jičín. Mama sa a decedat foarte devreme, iar tatăl său a fost distrus psihologic din această cauză, astfel Josef a fost crescut de bunicii materni în Jičín, în Vodarský mlýn. După o sursă, la vârsta de 13 ani, tânărul Josef a decis să devină pașă la Constantinopol, a fugit de la școală și a ajuns la Trieste, unde a rămas fără bani și a fost în cele din urmă ajutat de unchiul său. După absolvirea școlii de cadeți, s-a înrolat în Armata Austro-Ungară. A servit la Budapesta și Innsbruck și a avansat neobișnuit de repede la gradul de locotenent. A părăsit Armata Austro-Ungară și s-a înrolat ca soldat în Legiunea Străină Franceză, în rândurile căreia a luat parte la luptele din Africa de Nord.
În Legiunea Străină Franceză a ajuns la gradul de adjutant (aproximativ gradul de sergent major) și, după absolvirea școlii de ofițeri de infanterie din Saint-Maixent în 1907, a devenit ofițer în Regimentul de Pușcași Algerieni al armatei coloniale franceze.
În Primul Război Mondial, Šnejdárek a luptat pe Frontul de Vest, a ajuns la gradul de maior, a fost rănit de mai multe ori și a fost decorat. A servit în Legiunile Cehoslovace din Franța.

### În Cehoslovacia
În 1919, Šnejdárek (ca cetățean francez) a revenit în Cehoslovacia. A devenit comandantul trupelor cehoslovace care operau în regiunea Silezia Cieszynului și a condus Armata Cehoslovacă în Războiul de Șapte Zile cu Polonia.

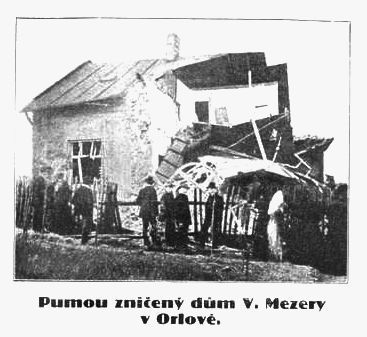
Casa din Orlová după tentativa eșuată de asasinat

La 15 mai 1920, doi membri ai organizației militare poloneze Polska Organizacja Wojskowa au încercat să-l asasineze pe Šnejdárek la ordinul conducerii acesteia. Pe atunci, Šnejdárek locuia în Orlová, districtul Karviná, în apartamentul prietenului său, directorul casei de economii Mezery. Tentativa de asasinat a eșuat – bomba plasată sub patul lui Šnejdárek a explodat, însă doar casa a fost avariată.
În luptele împotriva Republicii Sovietice Maghiare din Slovacia a fost numit comandant de divizie, a câștigat Bătălia de la Zvolen din octombrie 1918, iar trupele sale au ocupat treptat o parte din fosta Ungarie. Cu toate acestea, abia în anul 1927 Šnejdárek a părăsit oficial Armata Franceză și s-a alăturat Armatei Cehoslovace.

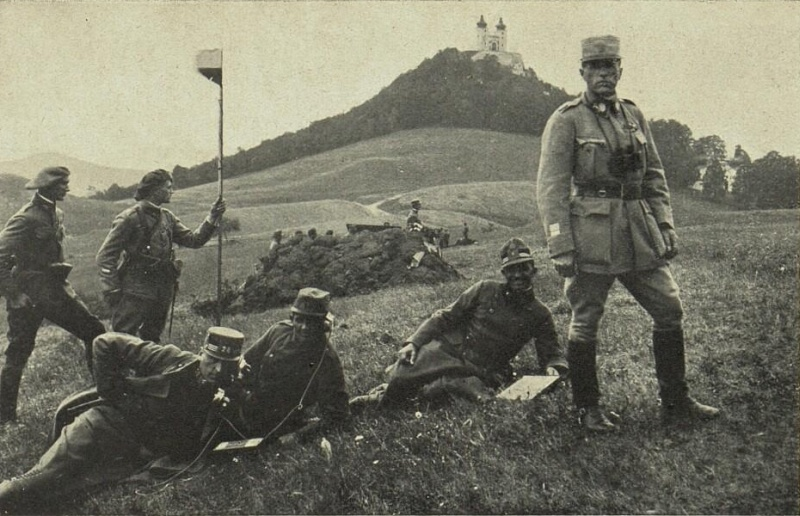
Josef Šnejdárek în fața Calvarului din Banská Štiavnica în iunie 1919

În Armata Cehoslovacă, Šnejdárek a fost numit general de armată și comandant militar provincial în Slovacia. În 1932, a dat ordinul fortificării Petržalka din Bratislava cu buncăre din beton. În perioada 1933–1935, aici au fost construite 9 clădiri. S-a pensionat la mijlocul anilor 1930.

### Sfârșitul vieții
În 1939, Šnejdárek a plecat în Franța. După ocupația germană a Franței, a plecat în Africa de Nord, unde a și decedat la 13 mai 1945. Rămășițele sale au fost transferate de la Casablanca în mormântul familiei sale din Napajedlé în 1996.
În 1939, și-a publicat autobiografia, intitulată Ceea ce am trăit (Co jsem prožil). A fost republicată în 1994 sub titlul Mărșăluiește sau mori! (Pochoduj, nebo zemři!) și apoi din nou în 2020, ca Ceea ce am trăit.

## Viață personală
Šnejdárek s-a căsătorit cu Cathérine de Constantin la 4 iunie 1912. Au avut doi copii, Miriam (născută la 1 august 1915) și Jiří (născută la 11 iulie 1920).

## Monumentul Legionarului

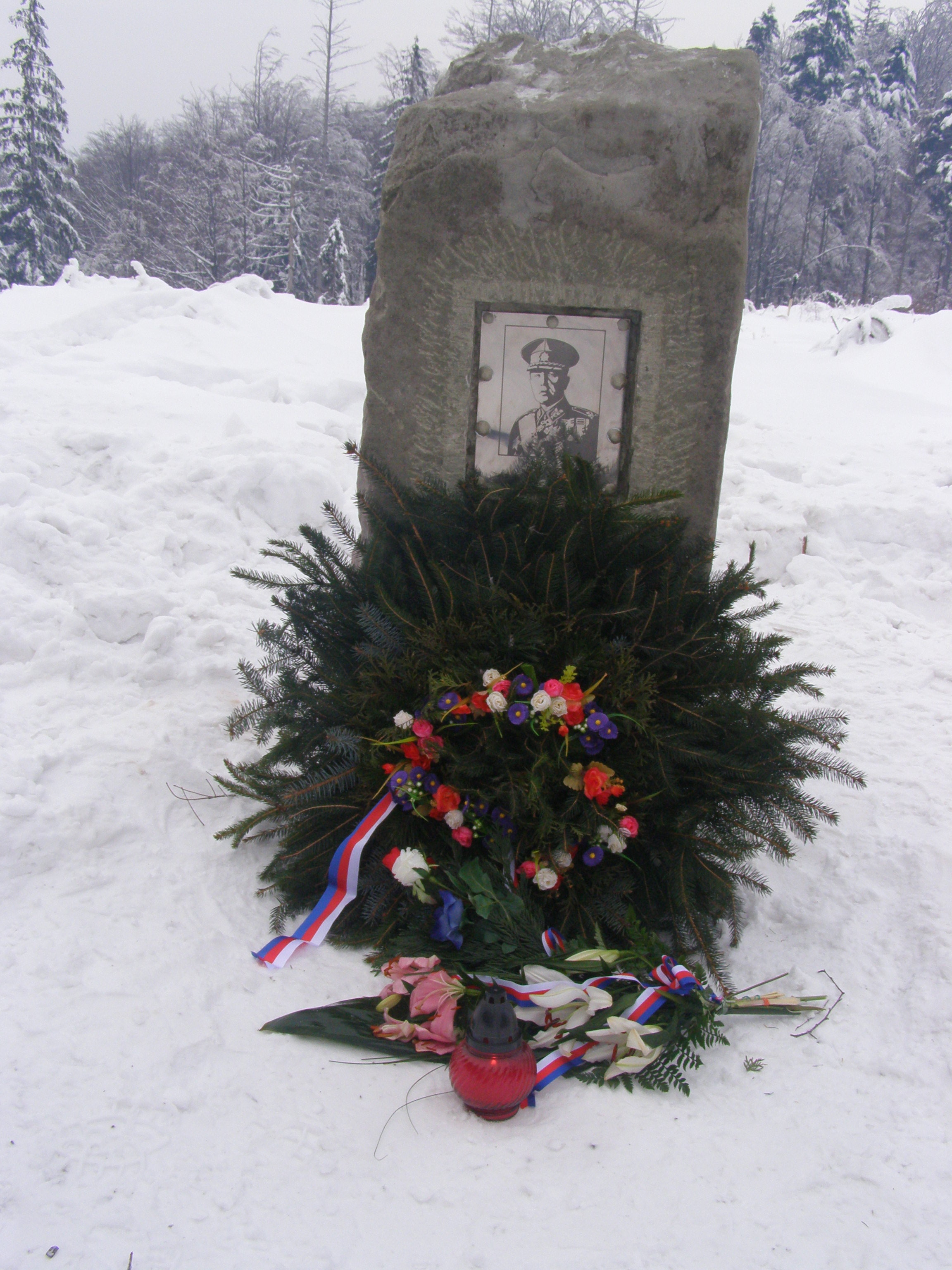
Obeliscul restaurat al generalului Šnejdárek

La 28 octombrie 2012, un obelisc a fost ridicat pe vârful Muntelui Polední nad Bystřicí de către membrii Comunității Legionare Cehoslovace (Československá obec legionářská) în memoria generalului Šnejdárek. Josef Szymeczek, președintele Congresului Polonezilor din Republica Cehă (Kongres Poláků v České republice), a protestat puternic și l-a numit pe Šnejdárek „un simbol al umilinței națiunii poloneze”. Cu această ocazie, arhivistul din Třinec, Stanisław Zahradnik, a afirmat că „Josef Šnejdárek a «eliberat» Silezia poloneză a Cieszynului cu ajutorul baionetelor legionarilor cehi, persecutând populația locală și chiar cu crime”. Consulatul Poloniei din Ostrava s-a alăturat și el acestei dispute.
În decembrie 2012, un vandal necunoscut a distrus obeliscul. În ciuda dezacordului său cu privire la ridicarea obeliscului, Josef Szymeczek a declarat distrugerea sa drept barbară și a comparat-o cu distrugerea inscripțiilor poloneze de către vandali în partea cehă a regiunii Silezia Cieszynului.
La 27 ianuarie 2013, obeliscul a fost restaurat cu o ceremonie solemnă de către membrii Clubului de Istorie Militară al Batalionului 1 Ostrava. O nouă placă comemorativă a fost amplasată pe obelisc și acesta a fost curățat de graffiti.

## Decorații militare
|  | Croix de guerre 1914–1918 (Franța)                        |
|  | Croix de guerre des théâtres d'opérations extérieures     |
|  | Médaille commémorative                                    |
|  | Médaille commémorative du Maroc                           |
|  | Ordinul Gloriei (Tunisia), clasa a IV-a.                  |
|  | Cavaler al Ordinului Național al Legiunii de Onoare       |
|  | Insigne des blessés militaires                            |
|  | Crucea de Război Cehoslovacă 1918                         |
|  | Legiunea de onoare, Ofițer                                |
|  | Medalia Victoriei în Primul Război Mondial                |
|  | Medalia Revoluționară Cehoslovacă                         |
|  | Ordinul Sfântul Mihail și Sfântul Gheorghe, clasa a III-a |
|  | Ordinul „Coroana Italiei”, clasa a III-a - Comandor       |
|  | Ordinul Sfântul Sava, clasa I                             |
|  | Ordinul național „Steaua României”, clasa I               |
|  | Order of Ouissam Alaouite, clasa a II-a                   |
|  | Medalia Verdun                                            |
|  | Legiunea de onoare, Comandor                              |
|  | Ordinul „Coroana României”, clasa I                       |